# Gary Hirsh
Gary Hirsh (9. března 1940, Chicago, Illinois – 17. srpna 2021) byl americký bubeník. V letech 1966–1969 byl členem skupiny Country Joe and the Fish. Později spolupracoval s frontmanem skupiny Country Joe McDonaldem na jeho sólových albech.